# یغگیس
یغِگیس (به ارمنی: Եղեգիս) یک روستا در ارمنستان است که در استان وایوتس‌جور واقع شده‌است. در کیلومتری شمال یغگنادزور، مرکز استان وایوتس‌جور واقع شده است.

## خصوصیات
یغِگیس ۵۱۳ نفر جمعیت دارد و در ارتفاع متر بالاتر از سطح دریا قرار گرفته است.

## جاذبه‌های تاریخی

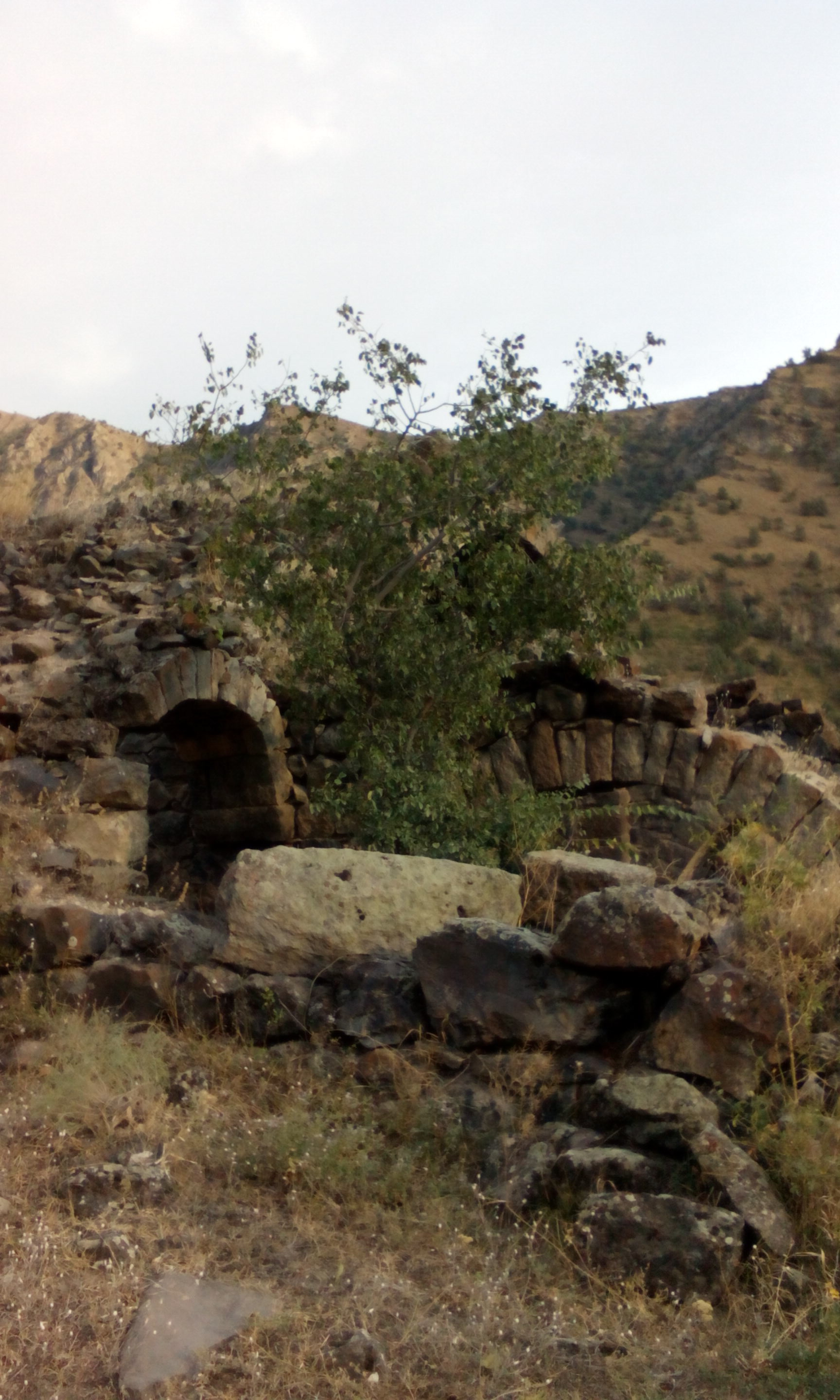
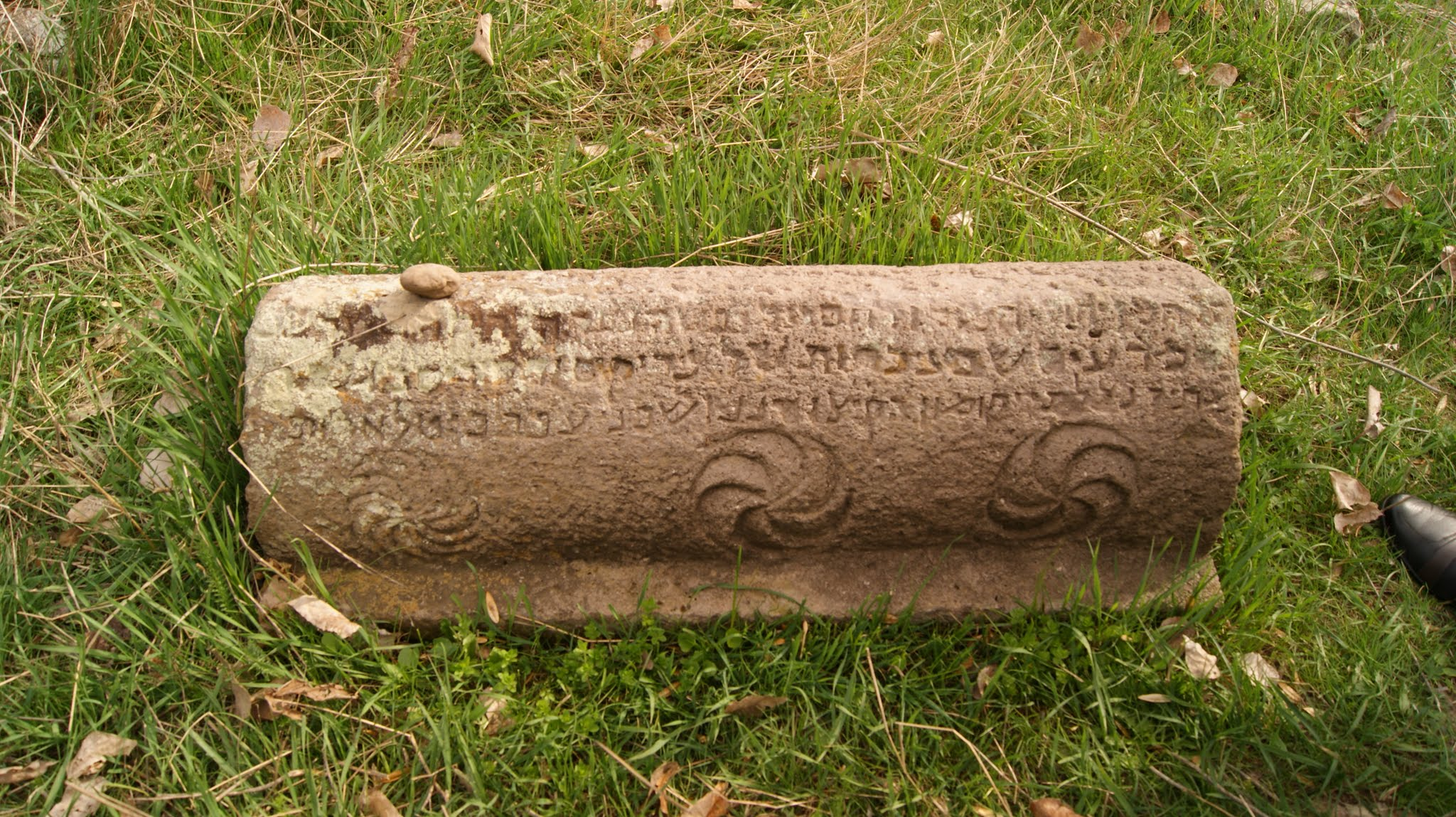